# アンリ2世 (コンデ公)
アンリ2世・ド・ブルボン＝コンデ（Henri II de Bourbon-Condé, 1588年9月1日 - 1646年12月26日）は、第3代コンデ公。コンデ公アンリ1世の息子。父の死後に生まれ、誕生後ただちにコンデ公を継承した。
父の従弟に当たるフランス王アンリ4世の愛妾であったシャルロット＝マルグリット・ド・モンモランシーと結婚し、2男1女をもうけた。
- アンヌ・ジュヌヴィエーヴ（1619年 - 1679年）
- ルイ2世（1621年 - 1686年） - 大コンデと呼ばれる。
- アルマン（1629年 - 1666年） - コンティ公

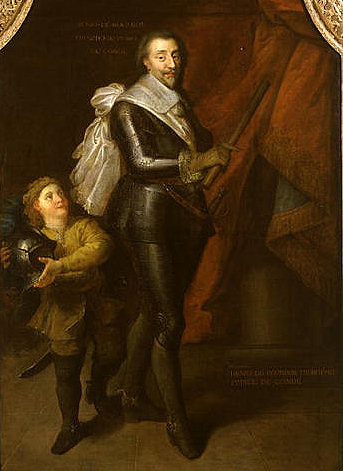
コンデ公アンリ2世